# Затишне (Кам'янський район)
Зати́шне — село в Україні, у Затишнянській сільській громаді Кам'янського району Дніпропетровської області.
Населення — 878 мешканців (перепис 2001 року).

## Географія
Село Затишне знаходиться за 2 км від села Високе. Поруч проходить автомобільна дорога Н11.

## Населення

### Мова
Розподіл населення за рідною мовою за даними перепису 2001 року:
| Мова            | Кількість | Відсоток |
| --------------- | --------- | -------- |
| українська      | 829       | 94.42%   |
| російська       | 41        | 4.67%    |
| білоруська      | 2         | 0.23%    |
| румунська       | 2         | 0.23%    |
| болгарська      | 1         | 0.11%    |
| інші/не вказали | 3         | 0.34%    |
| Усього          | 878       | 100%     |

## Економіка
- Дослідне господарство «Руно» Інституту тваринництва центральних районів Української академії аграрних наук, ДП.
- «Мрія», ПП.

## Об'єкти соціальної сфери
- Школа.
- Дитячий садочок.
- Будинок культури.
- Амбулаторія.